# Felipe Salomoni
Felipe Salomoni (Vicente López, Buenos Aires; 28 de marzo de 2003) es un futbolista argentino que juega de lateral izquierdo y su equipo actual es Universidad de Chile de la Primera División de Chile.

## Trayectoria

### River Plate
Debutó profesionalmente el 30 de agosto de 2021 en la victoria 2:1 como visitante frente a Sarmiento, por la novena fecha del Campeonato de Primera División 2021. Una lesión le impidió jugar más partidos.

### Guaraní
El 12 de julio de 2023 fichó con el Club Guaraní de Paraguay luego de rescindir el contrato con River Plate. El equipo paraguayo compró el 70 % del pase.

### Al-Ain
El 6 de septiembre de 2024 fue cedido al club Emiratí.

### Universidad de Chile
El 3 de julio del 2025 fue anunciado como refuerzo de Universidad de Chile, llegando en calidad de préstamo por un año.

## Selección nacional

### Sub-20
El 3 de febrero de 2022 el entrenador Javier Mascherano lo convocó a la selección sub-20.

## Estadísticas
- Actualizado hasta al 13 de agosto de 2025.

| Club | Div.                | Temporada           | Liga  | Liga  | Liga   | Copas nacionales (1) | Copas nacionales (1) | Copas nacionales (1) | Copas internacionales (2) | Copas internacionales (2) | Copas internacionales (2) | Total | Total | Total  | Media goleadora(3) |
| Club | Div.                | Temporada           | Part. | Goles | Asist. | Part.                | Goles                | Asist.               | Part.                     | Goles                     | Asist.                    | Part. | Goles | Asist. | Media goleadora(3) |
| --- | ------------------- | ------------------- | ----- | ----- | ------ | -------------------- | -------------------- | -------------------- | ------------------------- | ------------------------- | ------------------------- | ----- | ----- | ------ | ------------------ |
| River Plate Argentina |                     |                     |       |       |        |                      |                      |                      |                           |                           |                           |       |       |        |                    |
| 1.ª | 2021                | 1                   | 0     | 0     | 0      | 0                    | 0                    | 0                    | 0                         | 0                         | 1                         | 0     | 0     | 0,00   |                    |
| 1.ª | 2022                | 0                   | 0     | 0     | 0      | 0                    | 0                    | 0                    | 0                         | 0                         | 0                         | 0     | 0     | 0,00   |                    |
| Total club | Total club          | 1                   | 0     | 0     | 0      | 0                    | 0                    | 0                    | 0                         | 0                         | 1                         | 0     | 0     | 0,00   |                    |
| Guaraní Paraguay |                     |                     |       |       |        |                      |                      |                      |                           |                           |                           |       |       |        |                    |
| 1.ª | 2023                | 16                  | 0     | 1     | 2      | 0                    | 0                    | 2                    | 0                         | 0                         | 20                        | 0     | 1     | 0,00   |                    |
| 1.ª | 2024                | 20                  | 0     | 3     | 0      | 0                    | 0                    | 0                    | 0                         | 0                         | 20                        | 0     | 3     | 0,00   |                    |
| Total club | Total club          | 36                  | 0     | 4     | 2      | 0                    | 0                    | 2                    | 0                         | 0                         | 40                        | 0     | 4     | 0,00   |                    |
| Al-Ain · EAU |                     |                     |       |       |        |                      |                      |                      |                           |                           |                           |       |       |        |                    |
| 1.ª | 2024-25             | 14                  | 0     | 2     | 4      | 0                    | 0                    | 8                    | 0                         | 1                         | 26                        | 0     | 3     | 0,00   |                    |
| Total club | Total club          | 14                  | 0     | 2     | 4      | 0                    | 0                    | 8                    | 0                         | 1                         | 26                        | 0     | 3     | 0,00   |                    |
| Universidad de Chile · Chile |                     |                     |       |       |        |                      |                      |                      |                           |                           |                           |       |       |        |                    |
| 1.ª | 2025                | 4                   | 1     | 0     | 0      | 0                    | 0                    | 3                    | 0                         | 1                         | 7                         | 1     | 1     | 0,14   |                    |
| Total club | Total club          | 4                   | 1     | 0     | 0      | 0                    | 0                    | 3                    | 0                         | 1                         | 7                         | 1     | 1     | 0,14   |                    |
| Total en su carrera | Total en su carrera | Total en su carrera | 55    | 1     | 6      | 6                    | 0                    | 0                    | 13                        | 0                         | 2                         | 74    | 1     | 8      | 0,01               |
| (1) Las copas nacionales se refiere a la Copa de la Liga, la Copa Argentina, la Copa Paraguay, la Copa Presidente, la Etisalat Emirates Cup y la Copa Chile. (2) .Las copas internacionales se refiere a la Copa Libertadores, la Copa Sudamericana, la Liga de Campeones de Élite de la AFC y la Copa Intercontinental de la FIFA. (3) Media de goles por encuentro. No incluye goles en partidos amistosos. |                     |                     |       |       |        |                      |                      |                      |                           |                           |                           |       |       |        |                    |

## Palmarés

### Campeonatos nacionales
| Título              | Club        | Sede                | Año  |
| ------------------- | ----------- | ------------------- | ---- |
| Primera División    | River Plate | Buenos Aires        | 2021 |
| Trofeo de Campeones | River Plate | Santiago del Estero | 2021 |